# Feldru, Bistrița-Năsăud
Feldru (în maghiară: Földra, în trad. „Pe Pământ”, în germană: Felden, Felddorf, Birkenau, Waltersdorf) este satul de reședință al comunei cu același nume din județul Bistrița-Năsăud, Transilvania, România.

## Istoric
Prima atestare documentară este din anul 1440, sub denumirea de Nyrmeze.

## Vechea mănăstire
Mănăstirea de aici avea un arător de 4 găleți și un fânaț de 6 care de fân. La 29 aprilie 1763 a fost vizitată de episcopul greco-catolic de la Blaj, Petru Pavel Aron. În 16 decembrie 1767 a vizitat-o și succesorul său, episcopul Atanasie Rednic, dată la care nu avea nici un călugăr. Cel din urmă călugăr pare a fi fost fratele Samuil, mort în 1766. La 24 ianuarie 1768 locuitorii din Feldru s-au adunat la sfat, la ordinul vice-colonelului Erzemberg, constatând că vechea mănăstire, părăsită, așezată între Feldru și Ilva Mică, aproape de „gura Rimeții", ca toate mănăstirile din păduri, devenise un cuib pentru răufăcători. Ca urmare, oamenii locului au decis ca biserica mănăstirii să fie adusă în sat, in Feldru.

## Personalități
- Dionisie Login (1882 - 1940), deputat în Marea Adunare Națională de la Alba Iulia 1918, prefect

## Vezi și
- Biserica Sfinții Arhangheli Mihail și Gavriil din Feldru

## Imagini

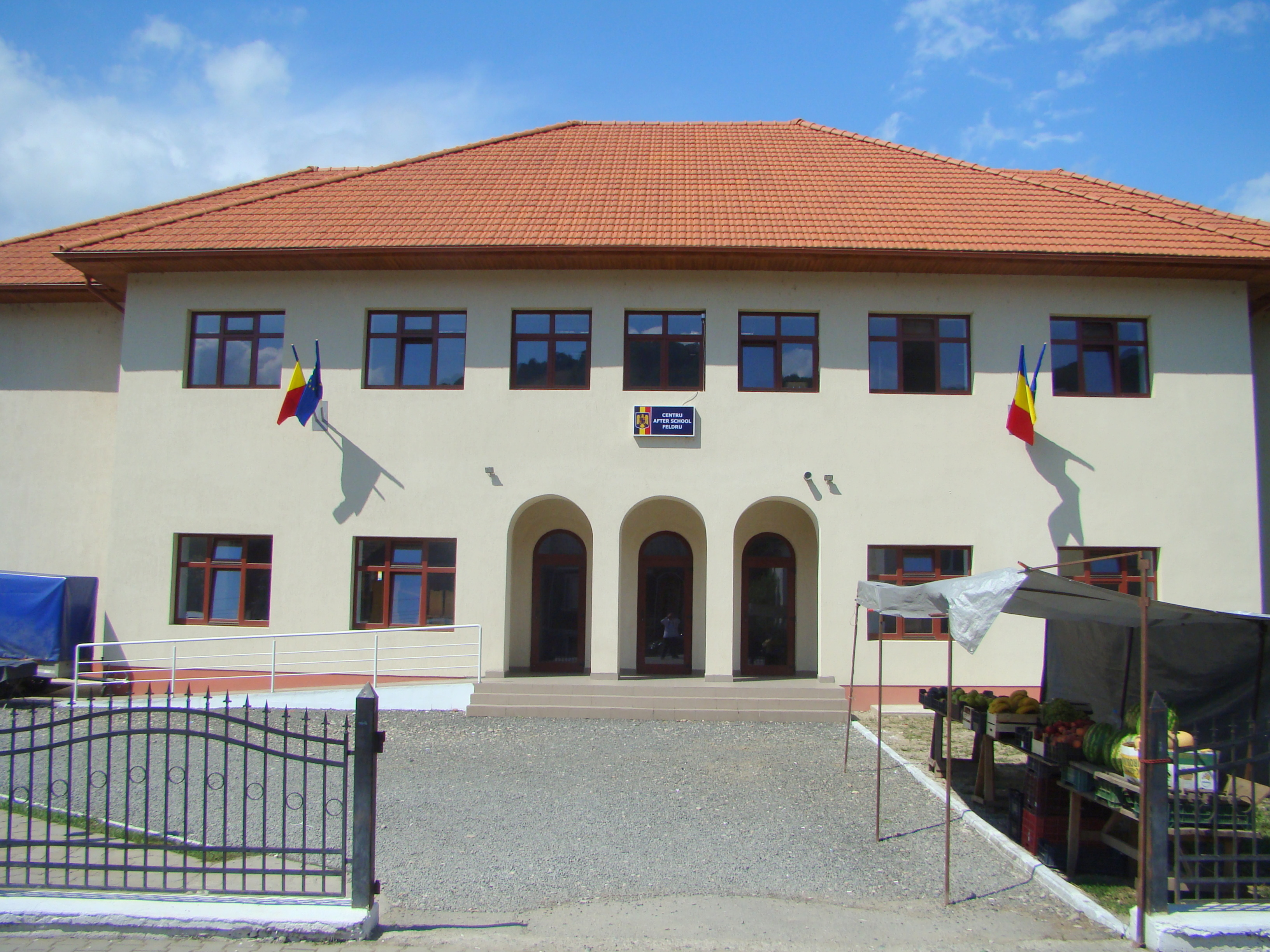
Casa Tineretului
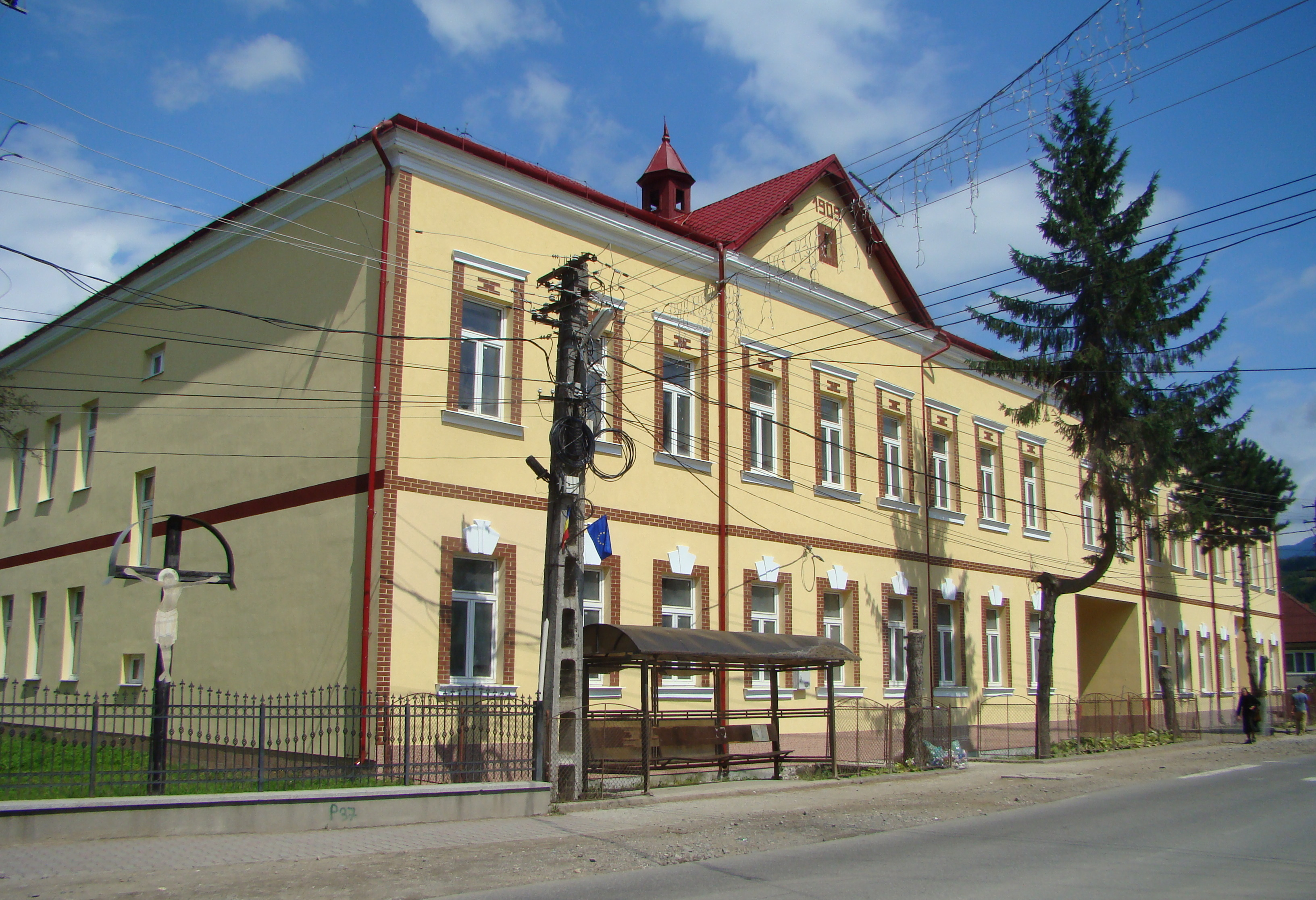
Școala
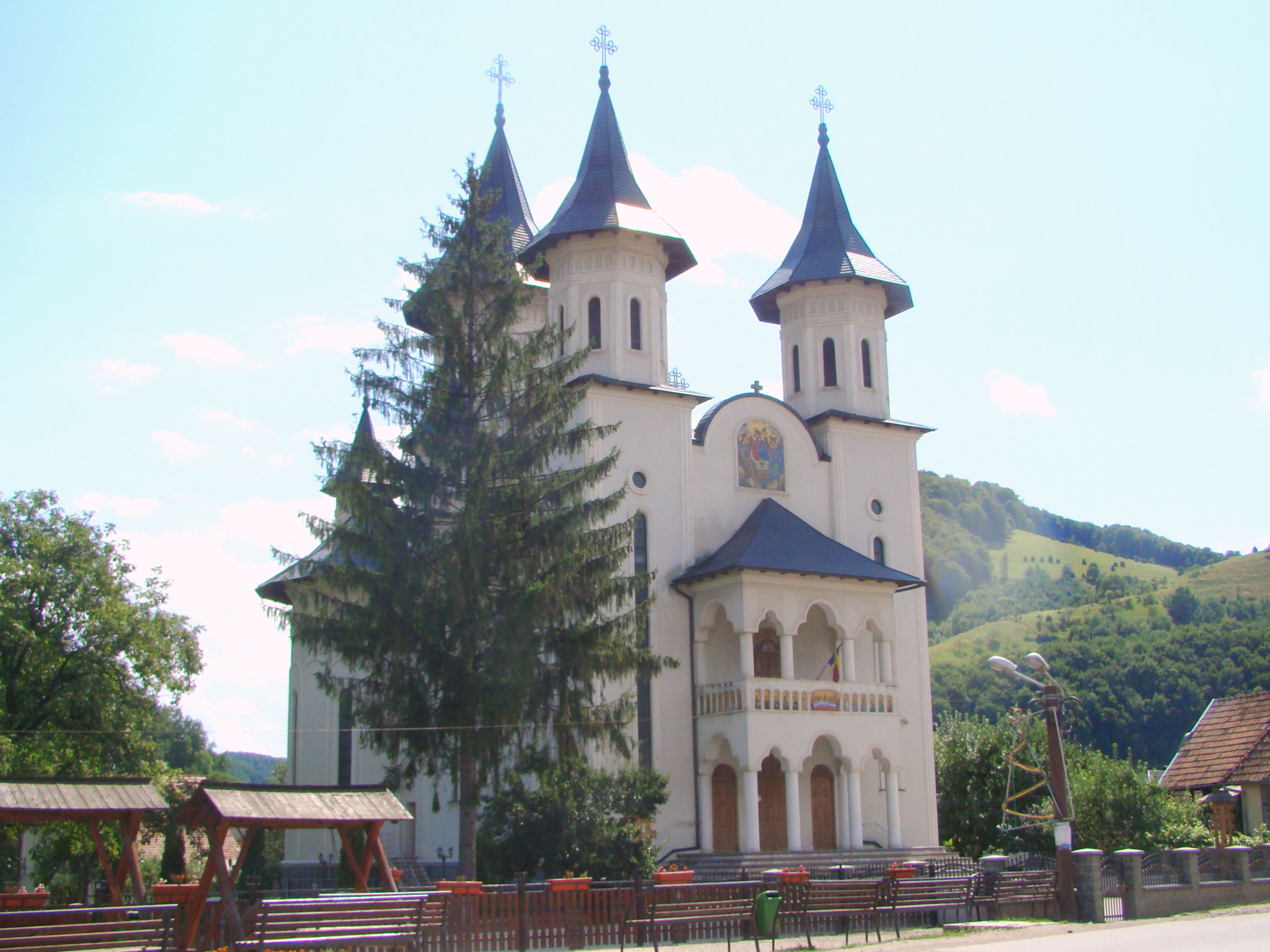
Biserica ortodoxă „Sfinții Trei Ierarhi” și „Sfânta Treime”
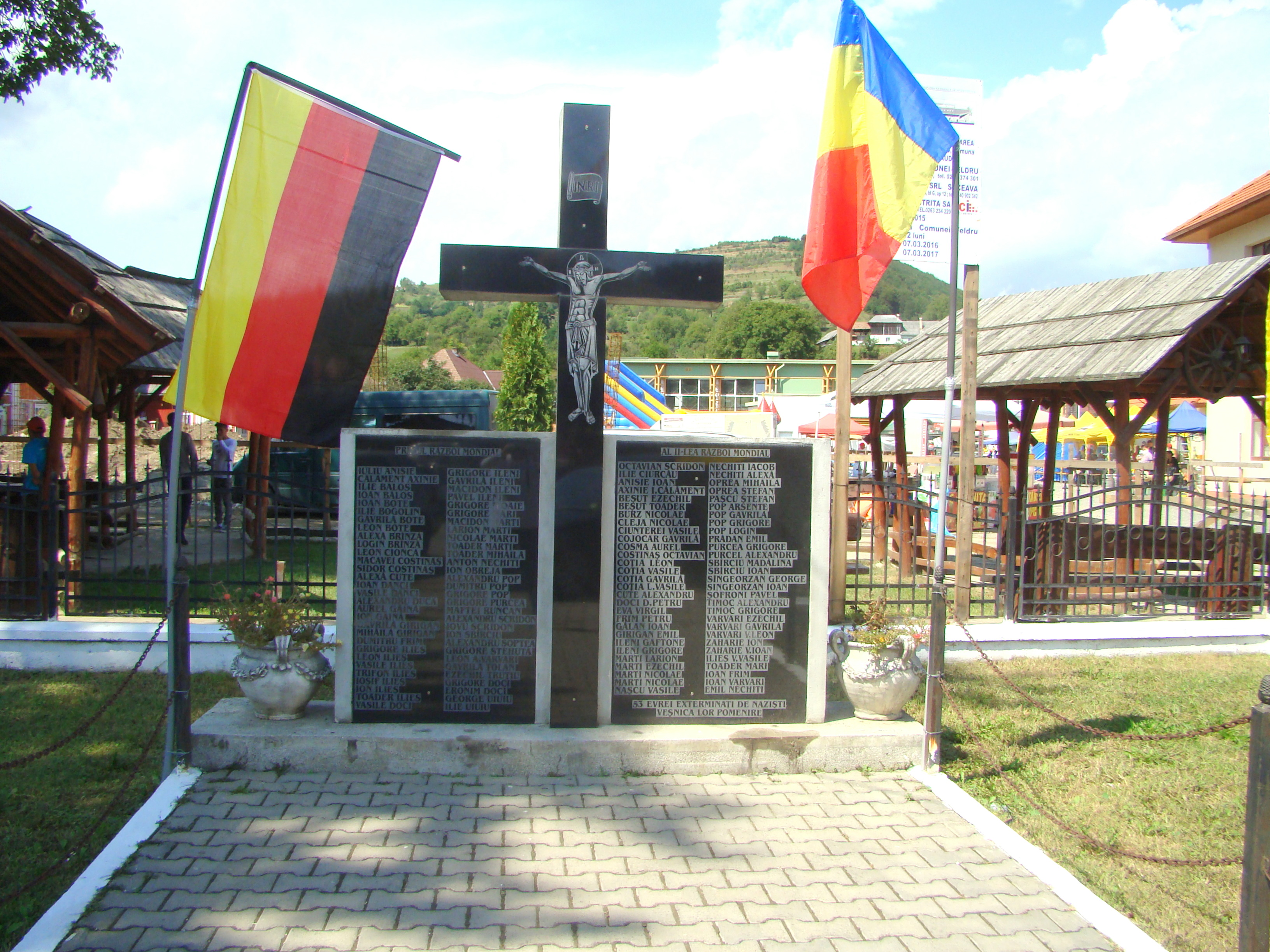
Monumentul eroilor
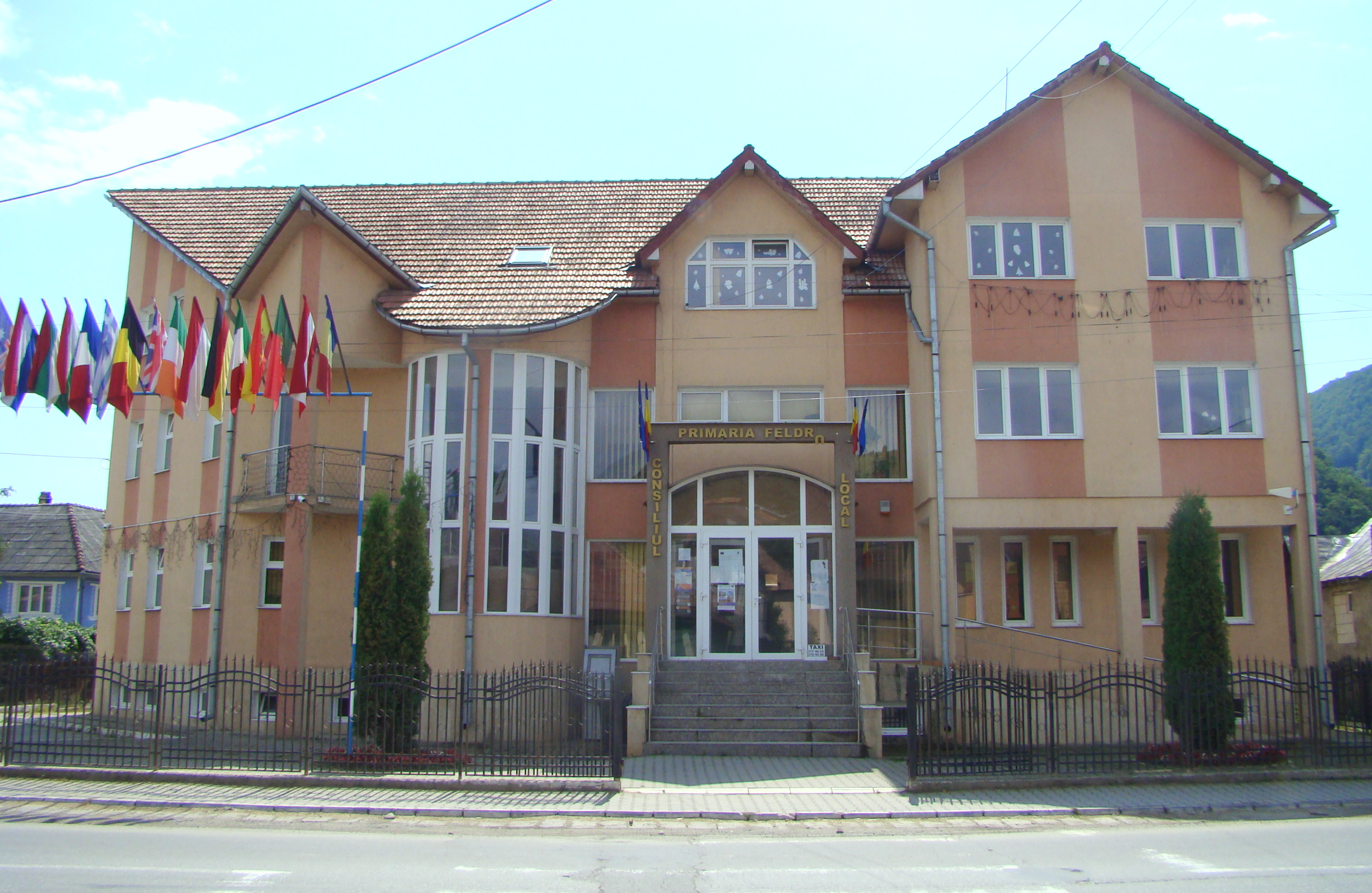
Primăria
Bustul lui Vasile Nașcu (monument istoric)